# Percy Bryant
Percy D. Bryant (New York, 12 giugno 1897 – New York, 5 giugno 1960) è stato un bobbista statunitense.

## Biografia
Ai III Giochi olimpici invernali (edizione disputatasi nel 1932 a Lake Placid, Stati Uniti d'America) vinse la medaglia d'argento nel Bob a 4 con i connazionali Henry Homburger, Paul Stevens, Edmund Horton  partecipando nella seconda squadra statunitense, superando la prima tedesca (medaglia di bronzo) ma furono superati dalla prima statunitense (medaglia d'oro).
Il tempo totalizzato fu di 7:55,70 con un minimo distacco dalla prima nazionale classificata, (7:53,68 il loro tempo, lo scarto era di due secondi, mentre il tempo della squadra tedesca fu di 8:00,04).